# Zarai
Zarai fue una ciudad bereber, cartaginesa y romana en el sitio de la actual Aïn Oulmene, en Argelia. Bajo los romanos, formó parte de la provincia de Numidia.

## Nombre
El nombre púnico de la ciudad era SRʾʿ ( 𐤎𐤓𐤀𐤏 ).
Zarai se menciona en el Itinerario de Antonino y en la Tabula Peutingeriana. Ptolomeo la llama Zaratha y erróneamente la coloca en Mauretania Caesariensis. Probablemente sea la Zaratha de Apuleyo. Estas dos formas y el término "Zaraitani" que se encuentra en una inscripción parecen indicar que el nombre Zarai que aparece en otra inscripción debe haber perdido una letra final.

## Geografía
Las ruinas de Zarai se denominan localmente "Henshir Zraïa", parte del del municipio de Ain Oulmene. Se encuentran al sureste de Sétif, en Argelia, coronando una elevación que domina todo el país en la orilla izquierda del Oued Taourlatent, conocido por los árabes medievales como Oued Zaraoua.

## Historia
Zarai fue protegida después de que el emperador Adriano iniciara la construcción de un muro similar al que lleva su nombre en la Britania romana, junto a una de las secciones del Fossatum Africae: la sección de Hodna o de Bou Taleb. Esta sección comienza cerca de las laderas noreste de los montes de Hodna, se dirige al sur siguiendo las estribaciones y luego al este hacia Zarai, y se dobla hacia el oeste para encerrar el extremo oriental de los montes de Hodna, entre ellas y los asentamientos romanos de Cellas y Macri. La longitud de este segmento es de aproximadamente 100 km. Probablemente cruzó la antigua frontera entre Numidia y Mauretania Sitifensis.
Los bizantinos fortificaron la ciudad como la frontera occidental de sus posesiones en África. La pequeña ciudad de Zarai desapareció.

## Ruinas
Aún quedan restos de una ciudadela bizantina y de dos basílicas cristianas.

## Religión
Zarai fue la sede de un obispado cristiano. Fue una de las ciudades clave de la controversia donatista. Los restos de una ciudadela bizantina y de dos basílicas aún son visibles. Se conocen tres obispos de Zarai desde la antigüedad.
Desde 1889 es sede titular católica, esto es, una Diócesis o Archidiócesis que hoy existe únicamente en su título (como concesión honorífica).

### Obispos de la sede titular de Zarai
- Cresconio, presente en el Concilio de Cartago (411), donde se enfrentó a los donatistas.
- El obispo Adeodato, uno de los obispos católicos convocados por el rey vándalo Hunerico al Concilio de Cartago de febrero de 848, y después enviado al exilio.
- Edmond Alfred Dardel (23 Ago 1889 – 21 Mar 1890)
- Esteban Sánchez de las Heras (15 Ene 1895 – 21 Jun 1896)
- Jerome-Josse Van Aertselaer (7 May 1898 – 12 Ene 1924)
- Félix Bilbao y Ugarriza (23 Abr 1924 – 14 Dic 1925)
- Enrique María Dubuc Moreno (10 May 1926 – 26 Sep 1926)
- Jan Stavel (29 Abr 1927 – 6 Nov 1938)
- Vince Kovács (20 Jul 1940 – 15 Mar 1974)
- Benito Cocchi (12 Dic 1974 – 22 May 1982)
- José Sebastián Laboa Gallego (18 Dic 1982 – 24 Oct 2002)
- Assis Lopes (22 Ene 2003 – )

### Citas
1. 1 2  Ant. It., 35.
2. ↑  Ptol., Geogr., IV. 2.
3. ↑  Apuleius, Apologia, 23.
4. ↑  Corp. Inscript. Lat. 4511.
5. ↑  Corp. Inscript. 2532.
6. 1 2  Zarai at Catholic encyclopedia.org.
7. ↑  «Zarai, on Catholic Encyclopaedia». newadvent.org. Consultado el 30 de marzo de 2016.
8. ↑  Zaraï (Sede Titular) Zaraïtenus
9. ↑  Sede titular en ENCICLOPEDIA CATOLICA